# Will Smith
Will Smith (Philadelphia, 25. rujna 1968.), američki filmski glumac i hip hop pjevač.

## Životopis
Rođen u siromašnoj obitelji kao jedno od četvero djece, Smith već u dvanaestoj godini počinje repati te 1989. godine zajedno sa svojim prijateljem, rapperom Jeffom Townesom, osvaja prvog Grammyja za najbolji rap performans s pjesmom Parents Just Don't Understand. To je bio samo početak njegove uspješne karijere.
Ispekavši zanat u hvaljenoj TV-seriji "Princ iz Bel-Aira", Smith svojim šarmom ubrzo osvaja i na filmskim platnima. Zahvaljujući ulogama u Kamo te dan odvede (1992.), Made in America (1993.) i Šest stupnjeva odvojenosti (1993.) osvojio je povjerenje kritičara i publike te ostvario uvjete za nastavak filmske karijere. Dvije godine kasnije slijedi prvi veći komercijalni uspjeh s filmom Zločesti dečki, a 1996. snima blockbuster Dan nezavisnosti.
Slijede filmovi Državni neprijatelj i Wild Wild West. Godine 1999. Smith se posvećuje pripremama za zahtjevan lik Muhammada Alija u filmu Ali, koji je izašao 2001. godine Smith je za tu ulogu morao dobiti dvadeset kilograma i odrađivati treninge s Alijevim bivšim trenerom, što je rezultiralo snimanjem filma bez kaskadera. Fascinira činjenica kako su svi udarci u filmu bili pravi, a trud se svakako i potvrdio prvom oskarovskom nominacijom u kategoriji za najboljeg glumca.
Godine 2002. Smith snima dva nastavka, Ljudi u crnom 2 i Zločesti dečki 2 te se kao producent posvećuje komediji Showtime. Romantičnom komedijom Hitch: Lijek za modernog muškarca (2005.) osvaja srca brojnih obožavateljica i bilježi rijetku brojku od pet uzastopnih naslova koji su premašili sto milijuna zarađenih dolara. Taj niz sačinjavaju, osim spomenutih nastavaka, i film Ja, robot te animirani film Riba ribi grize rep (oba 2004.) Nakon toga Smith snima još socijalnu dramu U potrazi za srećom te znanstvenofantastične hitove Ja sam legenda i Hancock. U najavi su i filmovi Bad Boys 3, Bad Boys 4, Aladdin, Gemini Man te nastavak filma Men in Black, ali to nije službeno potvrđeno.
Zadnju ulogu je dobio u filmu Bright (2017).

## Diskografija
- Big Willie Style (1997.)
- Willennium (1999.)
- Born to Reign (2002.)
- Lost and Found (2005.)

## Filmografija
| Godina | Film                                         | Uloga                                | Plaća (US$)                   | Bilješke |
| ------ | -------------------------------------------- | ------------------------------------ | ----------------------------- | --- |
| 1990   | Saturday Morning Videos                      | Host                                 |                               | TV |
| 1990   | ABC Afterschool Special - "The Perfect Date" | Hawker                               |                               | TV |
| 1990   | The Fresh Prince of Bel-Air                  | William "Will" Smith                 |                               | TV (1990-1996) |
| 1992   | Blossom                                      | Fresh Prince                         |                               | TV, Cameo |
| 1992   | Kamo te dan odvede                           | Manny                                | 50,000                        | |
| 1993   | Made in America                              | Tea Cake Walters                     | 100,000                       | |
| 1993   | Šest stupnjeva odvojenosti                   | Paul                                 | 500,000                       | |
| 1995   | Zločesti dečki                               | Detektiv Mike Lowrey                 | 2,000,000                     | |
| 1996   | Dan nezavisnosti                             | Kapetan Steven "Steve" Hiller, USMC  | 5,000,000                     | |
| 1997   | Men in Black                                 | James Darrell Edwards / Agent J      | 5,000,000                     | |
| 1998   | Enemy of the State                           | Robert Clayton Dean                  | 14,000,000                    | Nominacija — NAACP Image Award for Outstanding Actor in a Motion Picture |
| 1999   | Torrance Rises                               |                                      |                               | |
| 1999   | Divlji zapad (film)                          | Kapetan James "Jim" West             | 7,000,000                     | |
| 2000   | Dobrodošli u Hollywood                       | sebe                                 |                               | |
| 2000   | Legenda o Baggeru Vanceu                     | Bagger Vance                         | 10,000,000                    | Nominacija — NAACP Image Award for Outstanding Actor in a Motion Picture |
| 2001   | Ali                                          | Muhammad Ali                         | 20,000,000                    | Nominacija — Academy Award for Best Actor Nominacija — Broadcast Film Critics Association Award for Best Actor Nominacija — Golden Globe Award for Best Actor – Motion Picture Drama Nominacija — NAACP Image Award for Outstanding Actor in a Motion Picture |
| 2002   | Ljudi u crnom 2                              | James Darrell Edwards / Agent J      | 20,000,000 + 10% of the gross | BET Award for Best Actor Nominacija — Black Reel Award for Best Actor |
| 2002   | Girlfriend by B2K                            | sebe                                 |                               | Music video |
| 2003   | Zločesti dečki 2                             | Detektiv Mike Lowrey                 | 20,000,000 + 20% od zarade    | Nominacija — NAACP Image Award for Outstanding Actor in a Motion Picture |
| 2004   | A Closer Walk                                | Narator                              |                               | Dokumentarni film |
| 2004   | Djevojka iz Jerseyja                         | sebe                                 |                               | |
| 2004   | American Chopper                             | sebe                                 |                               | TV |
| 2004   | Ja, Robot                                    | Detektiv Del Spooner                 | 28,000,000                    | Producent Nominacija — NAACP Image Award for Outstanding Actor in a Motion Picture |
| 2004   | Riba ribi grize rep                          | Oscar                                | 15,000,000                    | Posudio glas |
| 2005   | There's a God on the Mic                     |                                      |                               | Dokumentarni film |
| 2005   | Hitch                                        | Alex "Hitch" Hitchens                | 20,000,000                    | Producent Nominacija — BET Award for Best Actor Nominacija — Black Movie Award for Best Actor Nominacija — Black Reel Award for Best Actor Nominacija — NAACP Image Award for Outstanding Actor in a Motion Picture |
| 2006   | U potrazi za srećom                          | Chris Gardner                        | 10,000,000 + 20% od zarade    | Producent Nominacija — Academy Award for Best Actor Nominacija — Black Reel Award for Best Actor Nominacija — Broadcast Film Critics Association Award for Best Actor Nominacija — Chicago Film Critics Association Award for Best Actor Nominacija — Golden Globe Award for Best Actor – Motion Picture Drama Nominacija — NAACP Image Award for Outstanding Actor in a Motion Picture Nominacija — Screen Actors Guild Award for Outstanding Performance by a Male Actor in a Leading Role |
| 2007   | Ja sam legenda                               | Dr. Robert Neville                   | 25,000,000                    | Producent Saturn Award for Best Actor Nominacija — BET Award for Best Actor Nominacija — NAACP Image Award for Outstanding Actor in a Motion Picture, |
| 2008   | Hancock                                      | John Hancock                         | 20,000,000 + 20% od zarade    | Producent |
| 2008   | Lakeview Terrace                             |                                      |                               | Producent |
| 2008   | Tajni život pčela                            |                                      |                               | Producent |
| 2008   | Sedam duša                                   | Tim Thomas                           |                               | Producent |
| 2009   | The Mark                                     |                                      |                               | |
| 2009   | Neslomljiv: Što treba učiniti s novcem       |                                      |                               | |
| 2010   | Time Share                                   |                                      |                               | |
| 2011   | Ja sam legenda:Buđenje                       | Robert Neville                       |                               | |
| 2016   | Suicide Squad                                | Deadshot (Floyd Lawton)              |                               | |
| 2016   | Collateral Beauty                            | Howard Inlet                         |                               | |
| 2017   | Bright                                       | Daryl Ward, a ljudski LAPD službenik |                               | |

## Vanjske poveznice
- Službena stranica
- Will Smith u internetskoj bazi filmova IMDb-u (engl.)